# Supercoupe du Japon de football 2004
Navigation
Édition précédente Édition suivante
L'édition 2004 de la Supercoupe du Japon est la 11e de la Supercoupe du Japon et se déroule le 6 mars 2004 au Stade olympique national à Tokyo au Japon.
Les règles du match sont les suivantes : la durée de la rencontre est de 90 minutes, puis, en cas de match nul, les deux équipes se départageront directement lors d'une séance de tirs au but.
Le match oppose le Yokohama F. Marinos, vainqueur de la J League 2003, face au Júbilo Iwata, vainqueur de la Coupe du Japon 2003.

## Feuille de match
| Yokohama ·    |                  |     |
| Titulaires :  |                  |     |
|               |                  |     |
| 01            | Tatsuya Enomoto  |     |
| 05            | Antônio Dutra    |     |
| 03            | Naoki Matsuda    |     |
| 22            | Yuji Nakazawa    |     |
| 04            | Yasuhiro Hato    |     |
| 14            | Daisuke Oku      |     |
| 07            | Yukihiko Sato    | 67e |
| 10            | Akihiro Endo     |     |
| 02            | Eisuke Nakanishi |     |
| 36            | Ahn Jung-hwan    | 67e |
| 09            | Tatsuhiko Kubo   |     |
|               |                  |     |
| Remplaçants : |                  |     |
| 21            | Tetsuya Enomoto  |     |
| 30            | Yuzo Kurihara    |     |
| 06            | Yoshiharu Ueno   |     |
| 23            | Masahiro Ohashi  | 67e |
| 18            | Norihisa Shimizu | 67e |
|               |                  |     |
| Entraîneur :  |                  |     |
| Takeshi Okada |                  |     |

| Iwata ·          |                    |     |
| Titulaires :     |                    |     |
|                  |                    |     |
| 01               | Yohei Sato         |     |
| 02               | Hideto Suzuki      |     |
| 05               | Makoto Tanaka      |     |
| 14               | Takahiro Yamanishi |     |
| 07               | Hiroshi Nanami     |     |
| 23               | Takashi Fukunishi  |     |
| 10               | Toshiya Fujita     | 85e |
| 06               | Toshihiro Hattori  |     |
| 11               | Norihiro Nishi     |     |
| 26               | Yasumasa Nishino   | 69e |
| 08               | Rodrigo Gral       |     |
|                  |                    |     |
| Remplaçants :    |                    |     |
| 12               | Hiromasa Yamamoto  |     |
| 20               | Kentaro Oi         |     |
| 04               | Takahiro Kawamura  | 85e |
| 15               | Hitoshi Morishita  |     |
| 09               | Masashi Nakayama   | 69e |
|                  |                    |     |
| Entraîneur :     |                    |     |
| Takashi Kuwahara |                    |     |

| Yokohama ·    |                  |     |
| Titulaires :  |                  |     |
|               |                  |     |
| 01            | Tatsuya Enomoto  |     |
| 05            | Antônio Dutra    |     |
| 03            | Naoki Matsuda    |     |
| 22            | Yuji Nakazawa    |     |
| 04            | Yasuhiro Hato    |     |
| 14            | Daisuke Oku      |     |
| 07            | Yukihiko Sato    | 67e |
| 10            | Akihiro Endo     |     |
| 02            | Eisuke Nakanishi |     |
| 36            | Ahn Jung-hwan    | 67e |
| 09            | Tatsuhiko Kubo   |     |
|               |                  |     |
| Remplaçants : |                  |     |
| 21            | Tetsuya Enomoto  |     |
| 30            | Yuzo Kurihara    |     |
| 06            | Yoshiharu Ueno   |     |
| 23            | Masahiro Ohashi  | 67e |
| 18            | Norihisa Shimizu | 67e |
|               |                  |     |
| Entraîneur :  |                  |     |
| Takeshi Okada |                  |     |

| Iwata ·          |                    |     |
| Titulaires :     |                    |     |
|                  |                    |     |
| 01               | Yohei Sato         |     |
| 02               | Hideto Suzuki      |     |
| 05               | Makoto Tanaka      |     |
| 14               | Takahiro Yamanishi |     |
| 07               | Hiroshi Nanami     |     |
| 23               | Takashi Fukunishi  |     |
| 10               | Toshiya Fujita     | 85e |
| 06               | Toshihiro Hattori  |     |
| 11               | Norihiro Nishi     |     |
| 26               | Yasumasa Nishino   | 69e |
| 08               | Rodrigo Gral       |     |
|                  |                    |     |
| Remplaçants :    |                    |     |
| 12               | Hiromasa Yamamoto  |     |
| 20               | Kentaro Oi         |     |
| 04               | Takahiro Kawamura  | 85e |
| 15               | Hitoshi Morishita  |     |
| 09               | Masashi Nakayama   | 69e |
|                  |                    |     |
| Entraîneur :     |                    |     |
| Takashi Kuwahara |                    |     |